# برگ بوی تنومند
برگ بوی تنومند (نام علمی: Ligustrum robustum) نام یک گونه از سرده برگ نو است.